# Segmentation stratégique
 (février 2024).
Si vous disposez d'ouvrages ou d'articles de référence ou si vous connaissez des sites web de qualité traitant du thème abordé ici, merci de compléter l'article en donnant les références utiles à sa vérifiabilité et en les liant à la section « Notes et références ».
La segmentation stratégique d'une entreprise diversifiée — grande ou petite — consiste à la découper en plusieurs domaines d'activité stratégique.
Si une entreprise exerce plusieurs activités ou métiers, les offres qui en découlent doivent être examinées de façon séparée et spécifique. Dans cette hypothèse, le premier niveau de segmentation consiste à déterminer quels domaines d'activité stratégiques (ou D.A.S.) doivent être considérés comme des ensembles.
La conséquence de cette segmentation est de faire apparaitre des ensembles :
- premiers et irréductibles l'un à l'autre
- dont le pilotage peut être conduit sans affecter celui des autres.

L'analyse du domaine d'activité stratégique suppose de réaliser l'identification du domaine (frontières) et de ses caractéristiques (technologie, structure physique, structure sociale, culture d'entreprise).